# Ugny-le-Gay
Ugny-le-Gay ist eine französische Gemeinde mit 186 Einwohnern (Stand: 1. Januar 2022) im Département Aisne in der Region Hauts-de-France; sie gehört zum Arrondissement Laon, zum Kanton Chauny und zum Gemeindeverband Chauny-Tergnier-La Fère.

## Geografie
Die Gemeinde Ugny-le-Gay liegt zehn Kilometer westlich von Tergnier. Nachbargemeinden von Ugny-le-Gay sind La Neuville-en-Beine im Norden, Villequier-Aumont im Osten, Caumont und Commenchon im Süden, Guivry im Südwesten und Westen sowie Beaumont-en-Beine im Nordwesten.

## Bevölkerungsentwicklung
| Jahr                       | 1962 | 1968 | 1975 | 1982 | 1990 | 1999 | 2006 | 2014 | 2022 |
| Einwohner                  | 222  | 215  | 196  | 172  | 148  | 166  | 156  | 172  | 186  |
| Quellen: Cassini und INSEE |      |      |      |      |      |      |      |      |      |

## Sehenswürdigkeiten

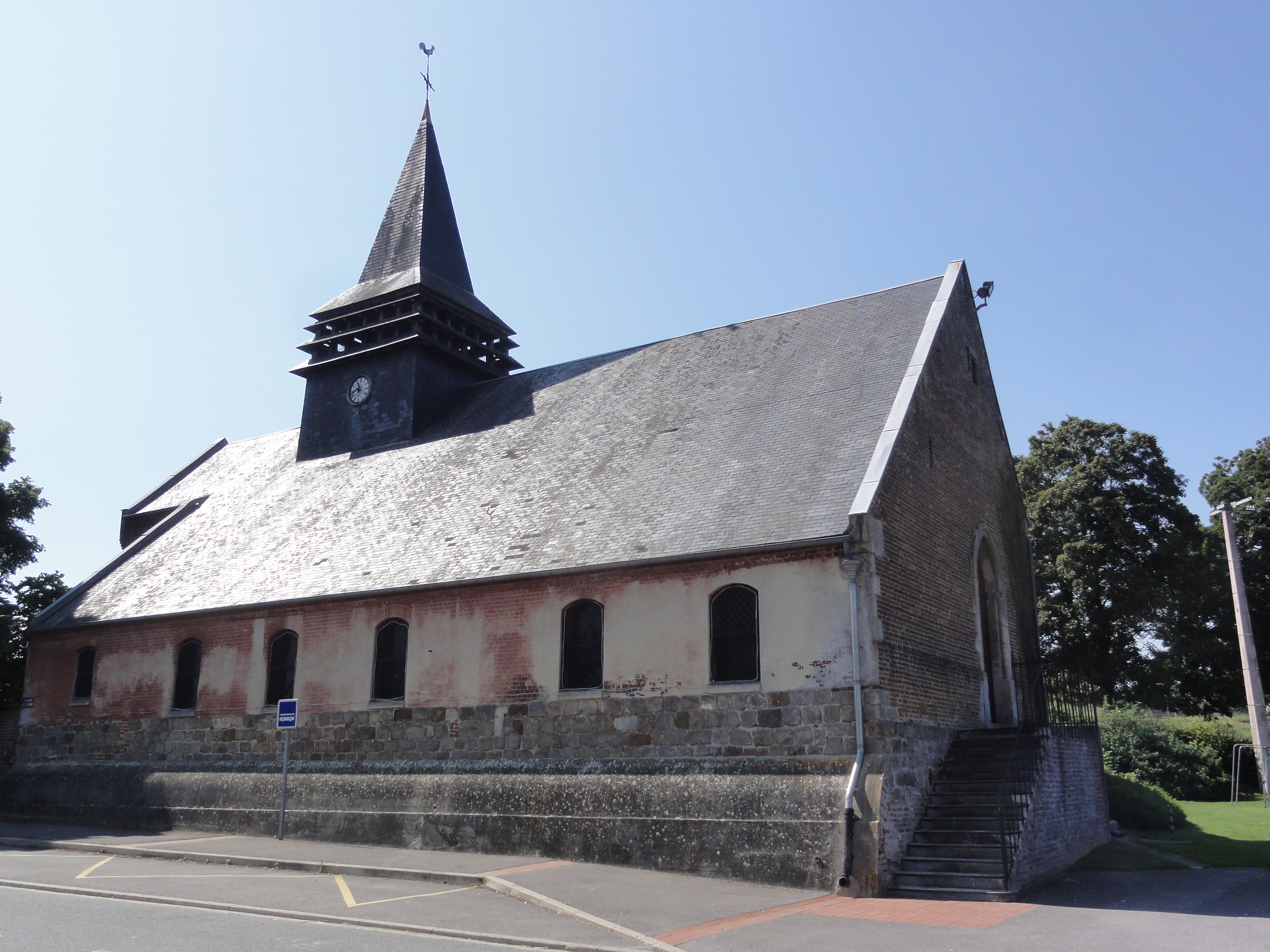
Kirche Saint-Martin
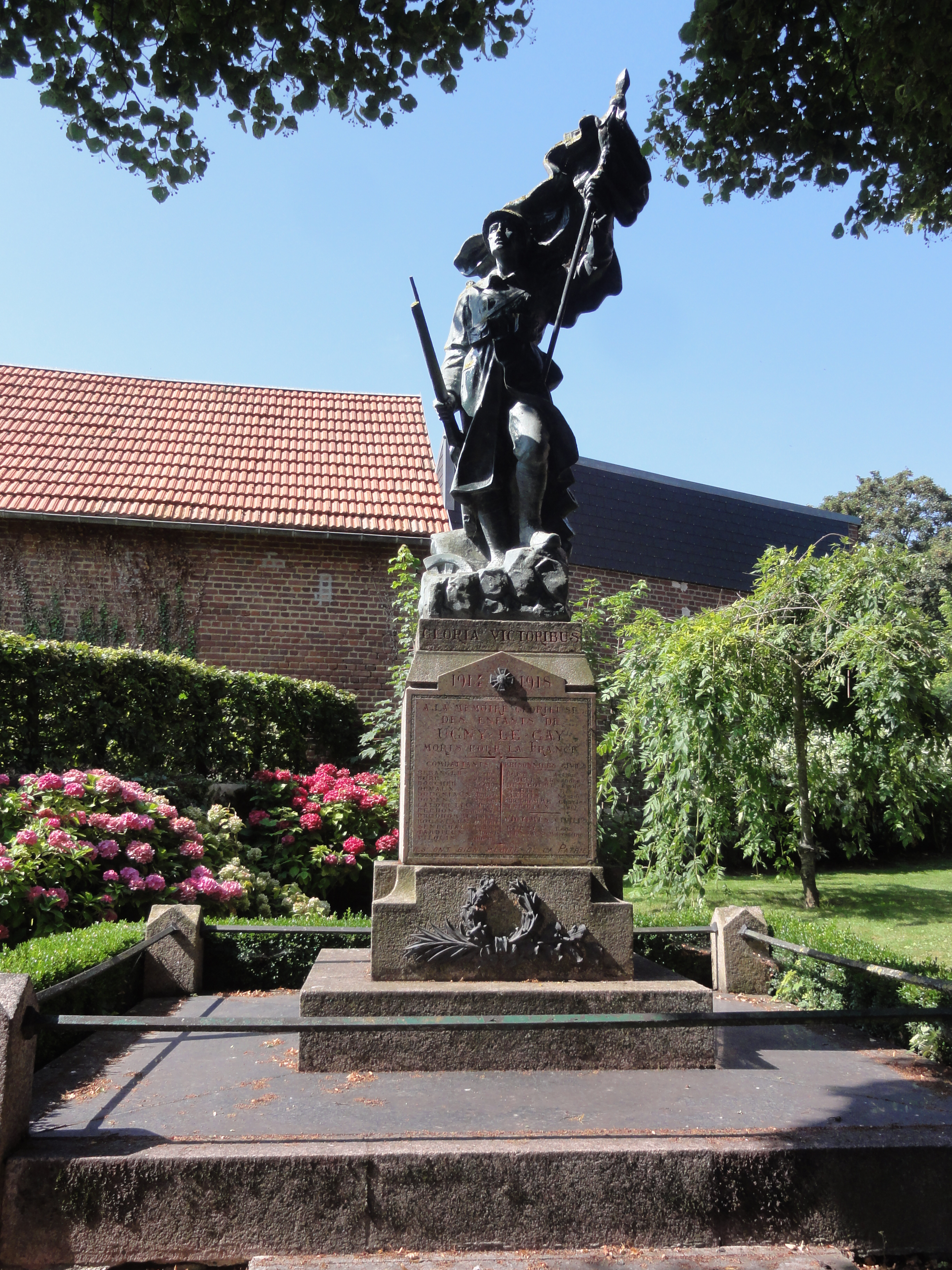
Gefallenendenkmal

- Kirche Saint-Martin
- Gefallenendenkmal